# Karl Ludwig Kohlwage
Karl Ludwig Kohlwage (* 31. März 1933 in Salder) ist ein lutherischer Theologe und ehemaliger Bischof für den Sprengel Holstein-Lübeck der Nordelbischen Evangelisch-Lutherischen Kirche mit Sitz in Lübeck.

## Leben und Wirken
Nach seiner Ordination wurde Karl Ludwig Kohlwage 1962 Studieninspektor am Predigerseminar der NEK in Preetz (Holstein). Von 1963 bis 1972 war er Pfarrer an der Christuskirche in Flensburg-Mürwik und wurde anschließend zum Propst im Kirchenkreis Stormarn, Region Ahrensburg, ernannt. In den kommenden 18 Jahren wirkte er zugleich als Pastor an der Auferstehungskirche in Großhansdorf-Schmalenbeck. Interimistisch leitete er 1983 die Evangelische Stiftung Alsterdorf.
Im Jahre 1991 wurde Kohlwage in der Nachfolge von Ulrich Wilckens zum Bischof für den Sprengel Holstein-Lübeck mit Sitz in Lübeck gewählt. Er hatte dieses Amt bis zu seiner Emeritierung 2001 inne und übergab es an Bärbel Wartenberg-Potter.

## Sonstige Funktionen und Ämter
- Vorsitzender der Kirchenleitung der NEK
- Vorsitzender des Diakonischen Rates der Evangelischen Kirche in Deutschland (EKD)
- Vorsitzender der Kommission der EKD für Ausländerfragen und ethnische Minderheiten (KEM)
- Vorsitzender des Beirates für das Gemeindekolleg der Vereinigten Evangelisch-Lutherischen Kirche in Deutschland (VELKD) in Celle

## Auszeichnungen
- 2004: Großes Bundesverdienstkreuz

## Veröffentlichungen

### Als Autor
- Pränatal-/ Präimplantationsdiagnostik – ein unlösbares Dilemma? o. J.; studgen.uni-mainz.de (PDF).
- Migration und Integration als Herausforderung der Kirche und Diakonie. In: Diakonie Dokumentation, 5/2001; kjbade.de (PDF).
- Die theologische Kritik der Bekennenden Kirche an den Deutschen Christen und dem Nationalsozialismus und die Bedeutung der Bekennenden Kirche für die Neuorientierung nach 1945. Vortrag in Breklum am 3. Februar 2015. Abgedruckt in: Forum. Mitteilungsblatt der Vereine der Pastorinnen und Pastoren im Bereich der Nordkirche, Nr. 76, Mai 2015, S. 6–25; geschichte-bk-sh.de
- Welche Kirche wollte die BK – und was ist daraus geworden? Wiederaufbau und Neuanfang der Schleswig-Holsteinischen Landeskirche nach Kriegsende. Vortrag in Breklum am 6. März 2017; geschichte-bk-sh.de (PDF).

### Als Herausgeber
- „Was vor Gott recht ist“. Kirchenkampf und theologische Grundlegung für den Neuanfang der Kirche in Schleswig-Holstein nach 1945. Dokumentation einer Tagung in Breklum 2015. Zusammengestellt und bearbeitet von Rudolf Hinz und Simeon Schildt in Zusammenarbeit mit Peter Godzik, Johannes Jürgensen und Kurt Triebel, Husum: Matthiesen Verlag 2015 (zusammen mit Manfred Kamper und Jens-Hinrich Pörksen), ISBN 978-3-7868-5306-0.
- (zusammen mit Manfred Kamper und Jens-Hinrich Pörksen) „Was er euch sagt, das tut!“ Der Wiederaufbau der schleswig-holsteinischen Landeskirche nach dem Zweiten Weltkrieg. Dokumentation einer Tagung in Breklum 2017. Zusammengestellt und bearbeitet von Peter Godzik, Rudolf Hinz und Simeon Schildt. Matthiesen Verlag, Husum 2018, ISBN 978-3-7868-5307-7.
- „Ihr werdet meine Zeugen sein!“ Stimmen zur Bewahrung einer bekenntnisgebundenen Kirche in bedrängender Zeit. Die Breklumer Hefte der ev.-luth. Bekenntnisgemeinschaft in Schleswig-Holstein in den Jahren 1935 bis 1941. Quellen zur Geschichte des Kirchenkampfes in Schleswig-Holstein. Zusammengestellt und bearbeitet von Peter Godzik, Husum: Matthiesen Verlag 2018 (zusammen mit Manfred Kamper und Jens-Hinrich Pörksen), ISBN 978-3-7868-5308-4.